# Platygaster leptothorax
Platygaster leptothorax (лат.) — вид мелких наездников из семейства Platygastridae. Африка: Танзания.

## Описание
Длина тела около 1 мм. Основная окраска чёрная и коричневая. Ширина головы в 2,4 раза больше длины, в 1,6 раза больше ширины мезосомы, длина которой в 1,9 раза больше ширины. У самки 9-й сегмент усиков не более чем слегка удлиненный. Брюшко самки короче остального тела; второй тергит исчерченный до половины длины. Преобладает чёрная окраска, кроме следующих частей: усики, мандибулы, тегулы, тазики, бедра, вершинная половина задних голеней и последний членик всех лапок темно-коричневые, а вертлуги и остальная часть голеней и лапок светло-коричневые. Усики 10-члениковые.

## Таксономия и этимология
Вид был впервые описан в 2011 году датским энтомологом Петером Булем вместе с Platygaster hamadryas, Platygaster kwamgumiensis, Platygaster mazumbaiensis, Platygaster nielseni, Platygaster sonnei, Platygaster ultima, Platygaster vertexialis. Видовое название происходит от необычайно узкой груди.